# Осборн, Оде
Оде Омаани Осборн (англ. Ode’ Omaani Osbourne; род. 9 января 1992, Кингстон, Ямайка) — ямайский боец смешанных боевых искусств выступающий под эгидой UFC в наилегчайшем весе. Профессиональный боец с 2015 года.

## Биография
Выросший в Кингстоне, Ямайка, Осборн жил в основном со своей бабушкой, а затем с прабабушкой. Его мать родила его, когда ей было 18 лет, и она все еще училась в школе, а его отец переехал в Англию, когда Осборну было семь лет. В возрасте 9 лет Осборн переехал в район Флэтбуш в Бруклине, Нью-Йорк. После этого он много путешествовал, сделав остановку во Флориде, где играл в школьный футбол вместе с Джейкоби Бриссеттом в средней школе Уильяма Т. Дуайера.
После того, как он бросил футбол ради борьбы, он преуспел в качестве члена школьной команды по борьбе, где он стал трехкратным финалистом штата. Осборн поступил в Университет Кэрролла в Висконсине, где его школьный тренер Бен Томес только что получил должность. После того, как он попал на национальные соревнования в качестве первокурсника, Осборн столкнулся с трудностями, так как программа по борьбе была закрыта в следующем году. 
Осборн также работает помощником учителя на своей постоянной работе.

## Карьера в MMA

### Ранняя карьера
Осборн дебютировал в любительских смешанных боевых искусствах в 2013 году, первоначально начав свои тренировки в небольшом спортзале в Уокеше, штат Висконсин. Он дебютировал в смешанных боевых искусствах на NAFC: Explosion в 2015 году, он победил Брента Ли удушающим приемом сзади во втором раунде, прежде чем победить своих следующих двух противников Дэвида Роудса и Дуга Милбрата. Затем он проиграл свой первый профессиональный бой Антонио Санчесу единогласным решением судей на RFA 39, Осборн встретился с Кори Гэллоуэем на Pure Fighting Championships 5 и победил его раздельным решением судей. На этот раз Осборн проиграл Хосе Луису Кальво с помощью рычага колена на первой минуте боя на United Combat League: Havoc In Hammond 4. Осборн выиграл свои следующие три боя; Сейгенальд Ауртан Дейли-младший победил в первом раунде удушающим приемом треугольником на Pure Fighting Championship 9, Дейли-младший во второй раз победил техническим нокаутом в первом раунде на Pure FC 10 и, наконец, Келли Оффилд победил в первом раунде удушающим приемом треугольником на HD MMA 15. 

### Претендентская серия Дэйны Уайта
Осборн встретился с Армандо Вильярреалем 16 июля 2019 года на турнире Dana White's Contender Series 20 за шанс на контракт с UFC. Он выиграл бой, заставив Вильярреала сдаться с помощью армбара в первом раунде, и в процессе получил контракт с UFC. 

### Ultimate Fighting Championship
Осборн дебютировал в UFC против Брайана Келлехера на UFC 246 18 января 2020 года. Он проиграл бой болевым приемом в первом раунде. 
Ожидалось, что Осборн встретится с Джеромом Риверой на мероприятии UFC 30 января 2021 года. Мероприятие так и не состоялось, и поединок был отменен. 
Ожидалось, что Осборн встретится с Денисом Бондарем в поединке в промежуточном весе до 130 фунтов 6 февраля 2021 года на турнире UFC Fight Night: Overeem vs. Volkov. Однако Бондарь снялся во время недели боя по неизвестным причинам и был заменен Джеромом Риверой, и их поединок состоялся в полулегком весе. Осборн выиграл бой нокаутом в первом раунде.
Ожидалось, что Осборн встретится с Амиром Альбази 17 июля 2021 года на UFC on ESPN: Махачев против Моисеса. Однако Альбази снялся с боя в конце июня из-за травмы. В свою очередь, Осборн был полностью снят с карда и перенесен н на другой.
Осборн встретился с Манэлем Капе 7 августа 2021 года на UFC 265. На взвешивании Капе весил 129 фунтов, на три фунта больше лимита наилегчайшего веса для нетитульного боя. Бой проходил в промежуточном весе, и Капе был оштрафован на 20% от своего гонорара, который достался Осборну. Осборн проиграл бой нокаутом в первом раунде. 
Осборн встретился с Си Джей Вергарой 6 ноября 2021 года на UFC 268. На взвешивании Вергара весил 127,4 фунта, что на 1,4 фунта больше лимита наилегчайшего веса для нетитульного боя. Бой проходил в промежуточном весе, и он уступил 20% своего гонорара Осборну.  Осборн выиграл бой единогласным решением судей.
Осборн встретился с Заррухом Адашевым 4 июня 2022 года на турнире UFC Fight Night 207. Он выиграл бой нокаутом в первом раунде. Эта победа принесла ему бонус «Выступление вечера».
Осборн встретился с Тайсоном Нэмом 13 августа 2022 года на турнире UFC на ESPN 41. Он проиграл бой нокаутом в первом раунде.
Осборн должен был встретиться с Денисом Бондарем 25 февраля 2023 года на турнире UFC Fight Night 220. Однако Бондарь снялся с мероприятия по неизвестным причинам, и его заменил Чарльз Джонсон. Осборн выиграл бой раздельным решением судей.
Затем Осборн встретился с новичком промоушена Асу Алмабаевым на турнире UFC on ESPN 50 5 августа 2023 года. Он проиграл бой удушающим приемом сзади во втором раунде. 
Осборн встретился с Джафелем Фильо 16 марта 2024 года на турнире UFC Fight Night 239. Он проиграл удушающим приемом сзади в конце первого раунда. 
Осборн встретился с Роналдо Родригесом 14 сентября 2024 года на турнире UFC 306. Он проиграл бой единогласным решением судей.
Осборн встретился с новичком промоушена Луисом Гуруле 5 апреля 2025 года на UFC on ESPN 65. Он выиграл бой техническим нокаутом во втором раунде. Этот бой принес ему еще один бонус «Выступление вечера».

## Титулы и достижения
- Ultimate Fighting Championship
  - «Выступление вечера» (дважды) против Зарруха Адашева и Луиса Гуруле

## Статистика в смешанных единоборствах
| Боёв 23         | Побед 13 | Поражений 9 |
| --------------- | -------- | ----------- |
| Нокаутом        | 6        | 2           |
| Сдачей          | 4        | 4           |
| Решением        | 3        | 3           |
| Не состоявшихся | 1        | 1           |

| Результат    | Рекорд   | Соперник           | Способ                 | Турнир                                   | Дата             | Раунд | Время | Место                                  | Примечание                                                 |
| ------------ | -------- | ------------------ | ---------------------- | ---------------------------------------- | ---------------- | ----- | ----- | -------------------------------------- | ---------------------------------------------------------- |
| Поражение    | 13-9 (1) | Стив Эрцег         | Единогласное решение   | UFC Fight Night: Долидзе vs. Имавов      | 9 августа 2025   | 3     | 5:00  | Лас-Вегас, Невада, США                 |                                                            |
| Победа       | 13–8 (1) | Luis Gurule        | TKO (удары)            | UFC on ESPN: Emmett vs. Murphy           | 5 апреля 2025    | 2     | 1:54  | Las Vegas, Nevada, United States       | «Выступление вечера» (2)                                   |
| Поражение    | 12–8 (1) | Ronaldo Rodríguez  | Единогласное решение   | UFC 306                                  | 14 сентября 2024 | 3     | 5:00  | Las Vegas, Nevada, United States       |                                                            |
| Поражение    | 12–7 (1) | Jafel Filho        | Сдача (удушение сзади) | UFC Fight Night: Tuivasa vs. Tybura      | 16 марта 2024    | 1     | 4:27  | Las Vegas, Nevada, United States       |                                                            |
| Поражение    | 12–6 (1) | Asu Almabayev      | Сдача (удушение сзади) | UFC on ESPN: Sandhagen vs. Font          | 5 августа 2023   | 2     | 3:11  | Nashville, Tennessee, United States    |                                                            |
| Победа       | 12–5 (1) | Charles Johnson    | Раздельное решение     | UFC Fight Night: Muniz vs. Allen         | 25 февраля 2023  | 3     | 5:00  | Las Vegas, Nevada, United States       | Бой в промежуточном весе (130 lb)                          |
| Попадание    | 11–5 (1) | Tyson Nam          | KO (удары)             | UFC on ESPN: Vera vs. Cruz               | 13 августа 2022  | 1     | 2:59  | San Diego, California, United States   |                                                            |
| Победа       | 11–4 (1) | Zarrukh Adashev    | KO (удары)             | UFC Fight Night: Volkov vs. Rozenstruik  | 4 июня 2022      | 1     | 1:01  | Las Vegas, Nevada, United States       | «Выступление вечера» (1)                                   |
| Победа       | 10–4 (1) | C.J. Vergara       | Единогласное решение   | UFC 268                                  | 6 ноября 2021    | 3     | 5:00  | New York City, New York, United States | Бой в промежуточном весе (127.4 lb); Вергара не сделал вес |
| Поражение    | 9–4 (1)  | Manel Kape         | KO (колено в прыжке)   | UFC 265                                  | 7 августа 2021   | 1     | 4:44  | Houston, Texas, United States          | Дебют в наилегчайшем весе; Капе не сделал вес (129 lb)     |
| Победа       | 9–3 (1)  | Jerome Rivera      | KO (удары)             | UFC Fight Night: Overeem vs. Volkov      | 6 февраля 2021   | 1     | 0:26  | Las Vegas, Nevada, United States       | Бой в полулёгком весе                                      |
| Поражение    | 8–3 (1)  | Brian Kelleher     | Сдача (гильотина)      | UFC 246                                  | 18 января 2020   | 1     | 2:49  | Las Vegas, Nevada, United States       |                                                            |
| Победа       | 8–2 (1)  | Armando Villarreal | Сдача (армбар)         | Dana White's Contender Series 20         | 16 июля 2019     | 1     | 4:39  | Las Vegas, Nevada, United States       |                                                            |
| Победа       | 7–2 (1)  | Kelly Offield      | Сдача (треугольник)    | HD MMA 15                                | 19 января 2019   | 1     | 4:07  | Shawnee, Oklahoma, United States       | Бой в полулёгком весе                                      |
| Победа       | 6–2 (1)  | Aurtan Daley       | TKO (удары)            | Pure FC 10                               | 20 октября 2018  | 1     | 2:16  | Milwaukee, Wisconsin, United States    |                                                            |
| Победа       | 5–2 (1)  | Aurtan Daley       | Сдача (треугольник)    | Pure FC 9                                | 28 июля 2018     | 1     | 1:44  | Milwaukee, Wisconsin, United States    |                                                            |
| Поражение    | 4–2 (1)  | Jose Luis Calvo    | Сдача (залом колена)   | United Combat League: Havoc in Hammond 4 | 23 сентября 2017 | 1     | 0:24  | Hammond, Indiana, United States        | Бой за титул чемпиона UCL в легчайшем весе                 |
| Победа       | 4–1 (1)  | Cory Galloway      | Раздельное решение     | Pure FC 5                                | 24 сентября 2016 | 3     | 5:00  | Milwaukee, Wisconsin, United States    |                                                            |
| Поражение    | 3–1 (1)  | Antonio Sanchez    | Единогласное решение   | RFA 39                                   | 17 июн 2016      | 3     | 5:00  | Hammond, Indiana, United States        |                                                            |
| Победа       | 3–0 (1)  | David Rhoads       | TKO (удары)            | NAFC: Super Brawl                        | 30 января 2016   | 1     | 4:36  | Waukesha, Wisconsin, United States     |                                                            |
| Победа       | 2–0 (1)  | Doug Milbrath      | TKO (удары)            | NAFC: Battledome                         | 12 сентября 2015 | 1     | 1:37  | Waukesha, Wisconsin, United States     | Дебют в легчайшем весе                                     |
| Не состоялся | 1–0 (1)  | Murjan Flowers     | Не состоялся           | Pure FC 1                                | 24 мая 2015      | 2     | N/A   | Milwaukee, Wisconsin, United States    |                                                            |
| Победа       | 1–0      | Brent Lee          | Сдача (удушение сзади) | NAFC: Explosion                          | 11 апреля 2015   | 2     | 1:10  | Waukesha, Wisconsin, United States     | Дебют в полулёгком весе                                    |